# Moriez
Moriez ist eine französische Gemeinde mit 238 Einwohnern (Stand 1. Januar 2022) im Département Alpes-de-Haute-Provence in der Region Provence-Alpes-Côte d’Azur. Sie gehört zum Arrondissement Castellane und zum Kanton Castellane. Die Bewohner nennen sich Moriézois.

## Geografie
1178 Hektar der Gemeinde sind bewaldet. Zu Moriez gehören neben der Hauptsiedlung auch die Ortsteile Le Castellet, Hyèges und Les Chaillans.
Moriez liegt am Fluss Asse de Moriez, an der Route nationale 202 und der meterspurigen Bahnstrecke Nizza–Digne-les-Bains.
Die angrenzenden Gemeinden sind Lambruisse im Norden, Saint-André-les-Alpes im Osten und Süden, Senez im Südwesten, Barrême und Saint-Lions im Westen sowie Clumanc im Nordwesten.

## Bevölkerungsentwicklung
| Jahr      | 1962 | 1968 | 1975 | 1982 | 1990 | 1999 | 2008 | 2012 |
| --------- | ---- | ---- | ---- | ---- | ---- | ---- | ---- | ---- |
| Einwohner | 196  | 188  | 168  | 170  | 160  | 178  | 183  | 215  |

## Sehenswürdigkeiten
- Kirche Saint-Barthélemy
- Kirche Saint-Claude im Ortsteil Hyèges

Siehe auch: Liste der Monuments historiques in Moriez

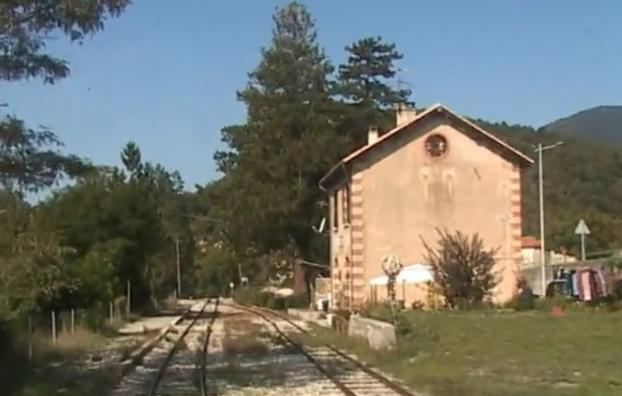
Bahnhof
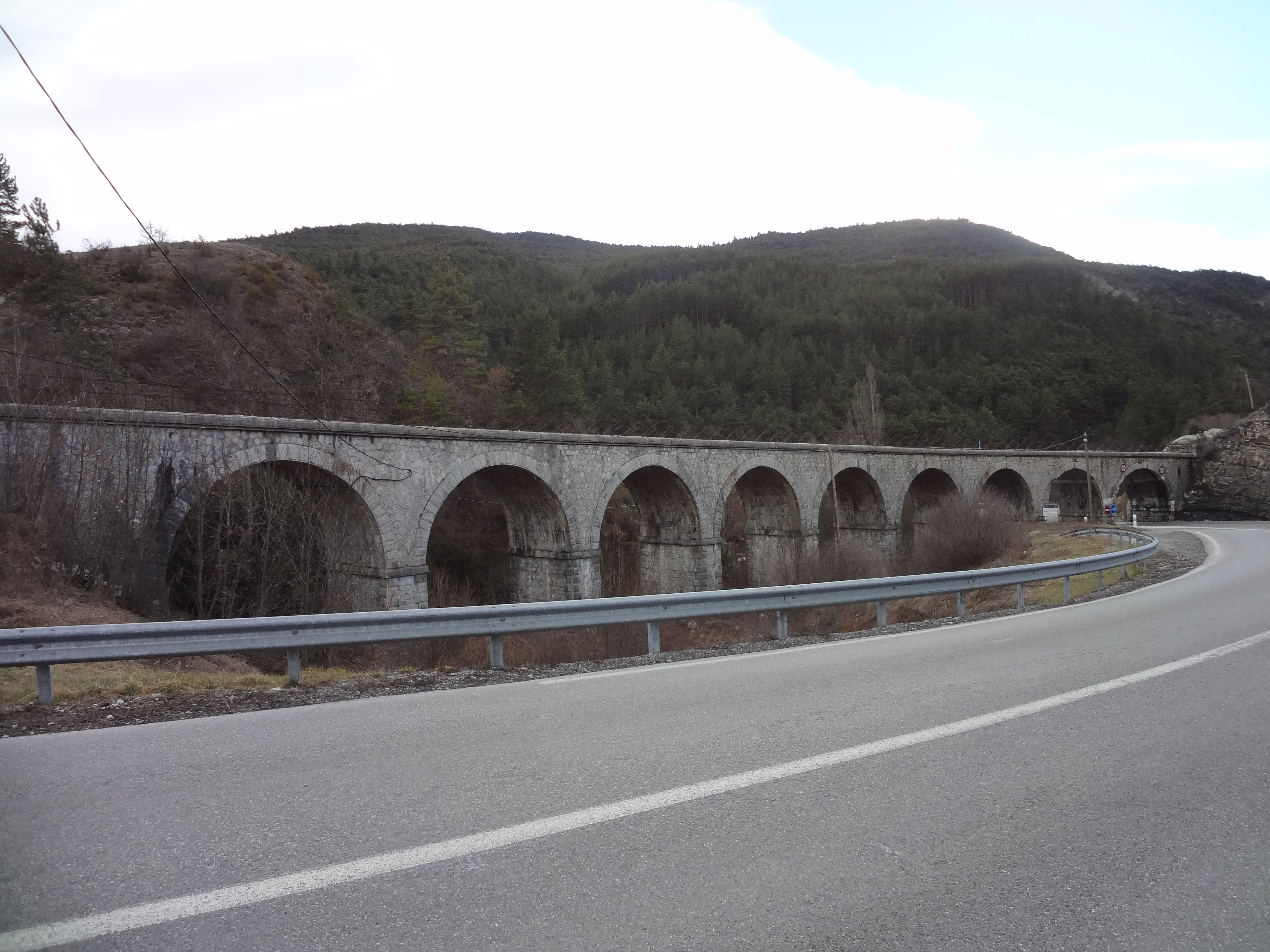
Eisenbahnviadukt